# Белое (озеро, Калевальский район)
Белое — бессточное озеро на территории Луусалмского сельского поселения Калевальского района Республики Карелии.

## Общие сведения
Площадь озера — 1,3 км².
Форма озера лопастная, продолговатая: оно вытянуто с северо-запада на юго-восток. Берега изрезанные, каменисто-песчаные, возвышенные, местами заболоченные.
Белое озеро поверхностных стоков не имеет и принадлежит бассейну реки Ухты, впадающей в озеро Среднее Куйто.
В озере расположено не менее восьми безымянных островов различной площади.
Озеро Белое отделено от озера Чёрного узким перешейком по которому проходит автодорога местного значения.
Код объекта в государственном водном реестре — 02020000811102000004715.